# Leucania littoralis
Leucania littoralis là một loài bướm đêm trong họ Noctuidae.